# Francesco Gasco
Francesco Giuseppe Gasco (Mondovì, 3 novembre 1842 – Roma, 23 ottobre 1894) è stato un politico e naturalista italiano.

## Pubblicazioni
- Intorno alla balena presa in Taranto nel febbrajo 1877
- Libertà d'insegnamento e libertà di studio, Roma 1892
- C. Darwin, Firenze 1893